# Dembel
Dembel (ou Denbel,) est un woreda de l'est de l'Éthiopie situé dans la zone Siti de la région Somali. Ce district a 82 286 habitants en 2007. Ses principales agglomérations sont Semekab, Arabi, Dure, Biyo, Harmukale et Denbel.

## Situation
Extrémité sud-est de la zone Siti, le district est limitrophe de Dire Dawa, de la zone Est Hararghe de la région Oromia et de la zone Fafan de la région Somali,,.
| Shinile   | Ayisha         | Harawo    |
| Dire Dawa | Dembel         | Awubere   |
| Jarso     | Chinaksen (en) | Tuliguled |

Le centre administratif, Dambel, ou Denbel, se situe une centaine de kilomètres à l'est des villes de Shinile et Dire Dawa.
Harmukale, Dure et Biyo sont sur la route principale en direction de Djibouti.
Arabi est au nord de cette route et Semekab dans le sud du district.

## Population
Le recensement national de 2007 fait état pour ce district d'une population de 82 286 habitants dont 17 % de citadins.
La principale agglomération du district, Semekab, a 4 849 habitants en 2007. Elle est suivie par Arabi avec 2 583 habitants, Dure avec 1 967 habitants, Biyo avec 1 537 habitants et Harmukale avec 1 401 habitants tandis que la localité de Denbel n'a que 1 311 habitants à la même date.
Plus de 99 % des habitants sont musulmans.
En 2022, la population est estimée sur le même périmètre à 120 798 personnes avec une densité de population de 43 personnes par km2 pour 2 785 km2 de superficie.